# Іван Якович Вишняков
Іван Якович Вишняков (рос. Вишняков Иван Яковлевич, 1699, Москва — 8 серпня, 1761, Санкт-Петербург) — російський художник XVIII ст., представник бароко і рококо.

## Біографія
Походив з родини ремісника. За наказом царя, що набирав молодь у нові навчальні заклади, потрапив у 1714 році у Санкт-Петербург, де був приписаний до Адміралтейської колегії у науку живопису. Серед викладачів молодика — В.Г. Грузинець. 
У 1727 році переведений у Канцелярію від будівництва, де рахувався підмайстром у команді художника Андрія Матвієва. За припущеннями, декотрий час навчався у французького художника Луї Каравака, що працював у Санкт-Петербурзі або старанно вивчав його твори. Лише у віці сорок років (1739) за рекомендацією художників Бартоломео Тарсія та Луї Каравака був переведений у статус майстра.
У 1742 році брав участь у створенні декорацій і тріумфальних споруд під час коронації Єлизавети Петрівни у Москві разом із командою інших декораторів і архітекторів. З року смерті Андрія Матвієва (1739) та отримання звання майстра переведений на посаду керівника Канцелярії від будівництва, що здійснювала і керувала декоративними роботами у новостворених палацах і церквах російської столиці. 
Як художник, створював портрети і ікони, серед них і частка образів, котрими прикрасили Андріївську церкву у  Києві, вибудовану за проектом надвірного архітектора Вартоломея Растреллі (1700—1771). Це не єдина споруда у стилістиці бароко, де він працював декоратором. За його керівництва майстри і помічники Канцелярії від будівництва працювали над декором у Анічкову та у Літньому палаці Єлизавети Петрівни, у Зимовому палаці  та Петергофському.
Серед учнів Вишнякова — російські художники Іван Фірсов, Олексій Антропов, два брати  Бельські тощо.
Вишняков був одружений, в родині було шестеро синів, чотири з котрих стали художниками.

## Начальник Вілім Фермор і його діти
Сторінки художньої практики Івана Вишнякова розкриває історія створення портретів дітей генерала Віліма Фермора (1702—1771). Він шотландець за походженням, військову кар'єру починав за царювання Анни Іванівни, був ад'ютантом у Мініха.
Генерал Вілім Фермор був головою по відновленню міста Твер після пожежі, а також очолив Канцелярію від будівництва у Санкт-Петербурзі у 1746-1758. Там і зустрілись генерал Фермор та російський художник-портретист. Генерал і замовив художникові портрети своїх дітей. У художньому спадку Вишнякова портрети генеральських дітей найбільш європейські. Це типові парадні портрети при портретуванні підлітків з використанням інтер'єра. Діти одягнені у дорослі, недитячі костюми і імітують пози і поведінку дорослих. Особливо це помітно у позі Сари Фермор, котра копіює поведінку дорослої і люб'язної пані. При цьому художник не упорався з реальністю і у обох портретах присуні скутість рухів і залишки площинності, притаманні парсуні і художнім манерам провінційних російських (і не тільки) художників.
Діти Сари Фермор у майбутньому будуть носити прізвище графів Стенбок-Фермор у 19 ст. Стенбок-Фермори відносились до дворянства Херсонської губернії.

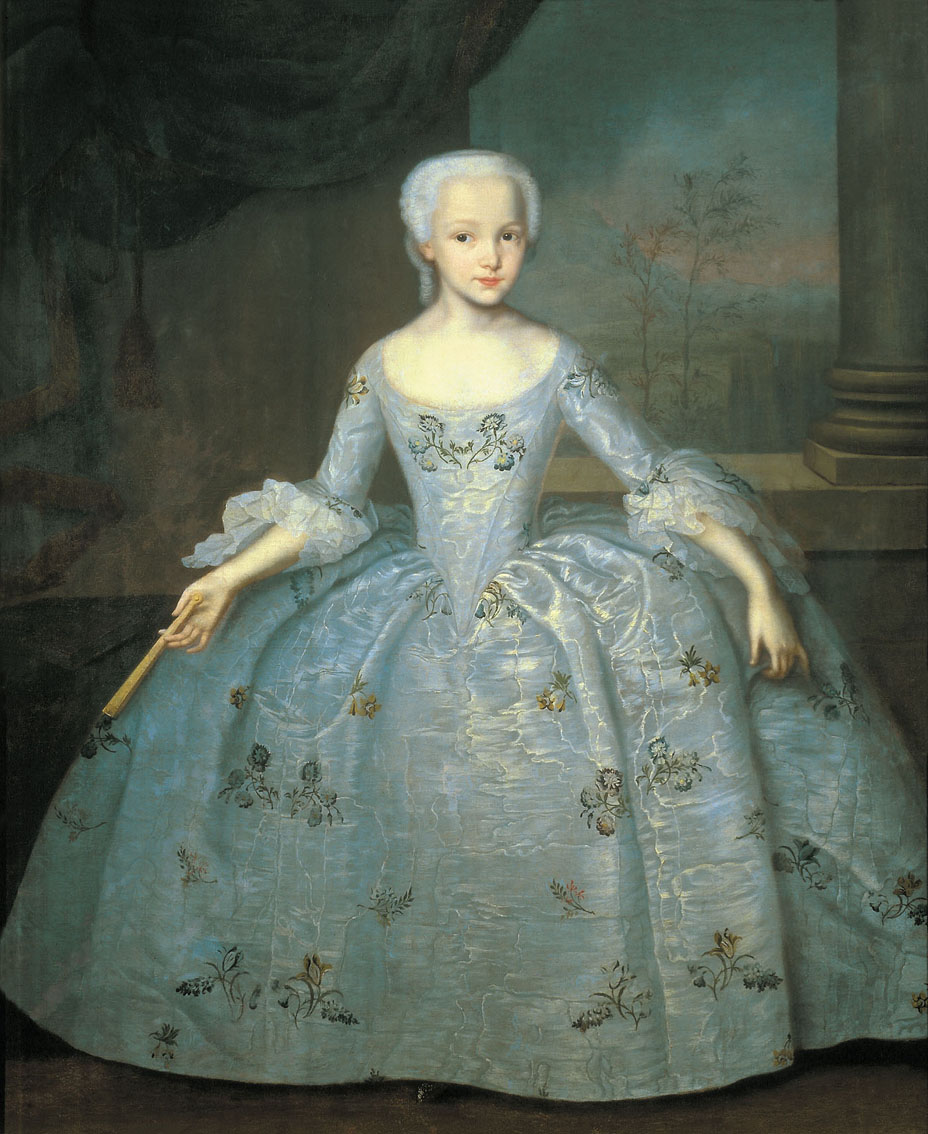
«Сара Елеонора Фермор», донька генерала, бл. 1750, Російський музей
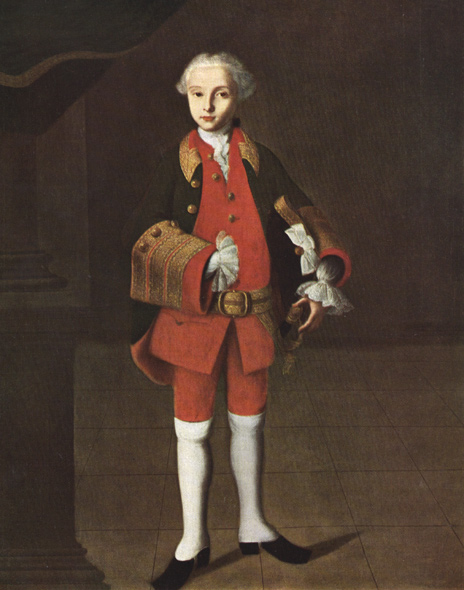
«Вілім Георг Фермор», син генерала, кінець 1750-х, Російський музей, Санкт-Петербург

## Обрані твори

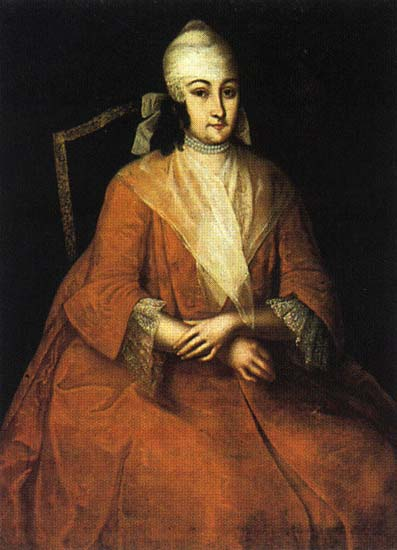
«Велика княгина Анна Леопольдіна», 1740-і, Російський музей.
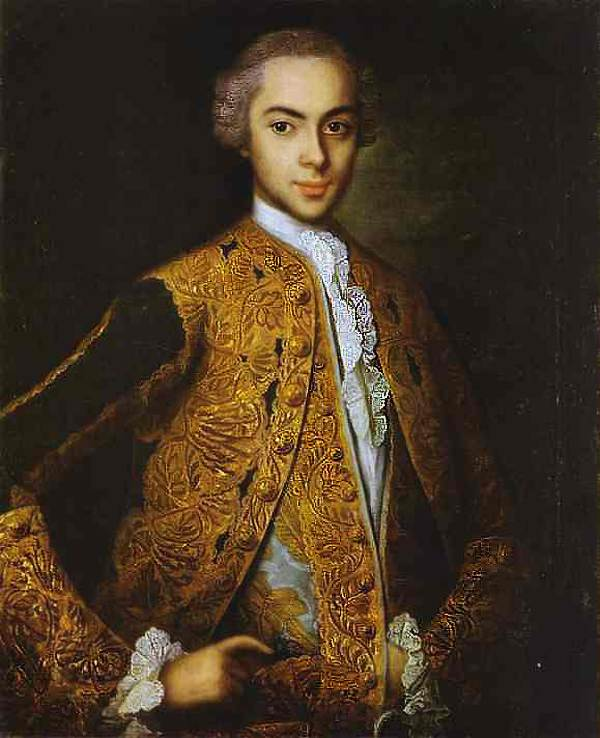
«Портрет невідомого російського дворянина», 1750
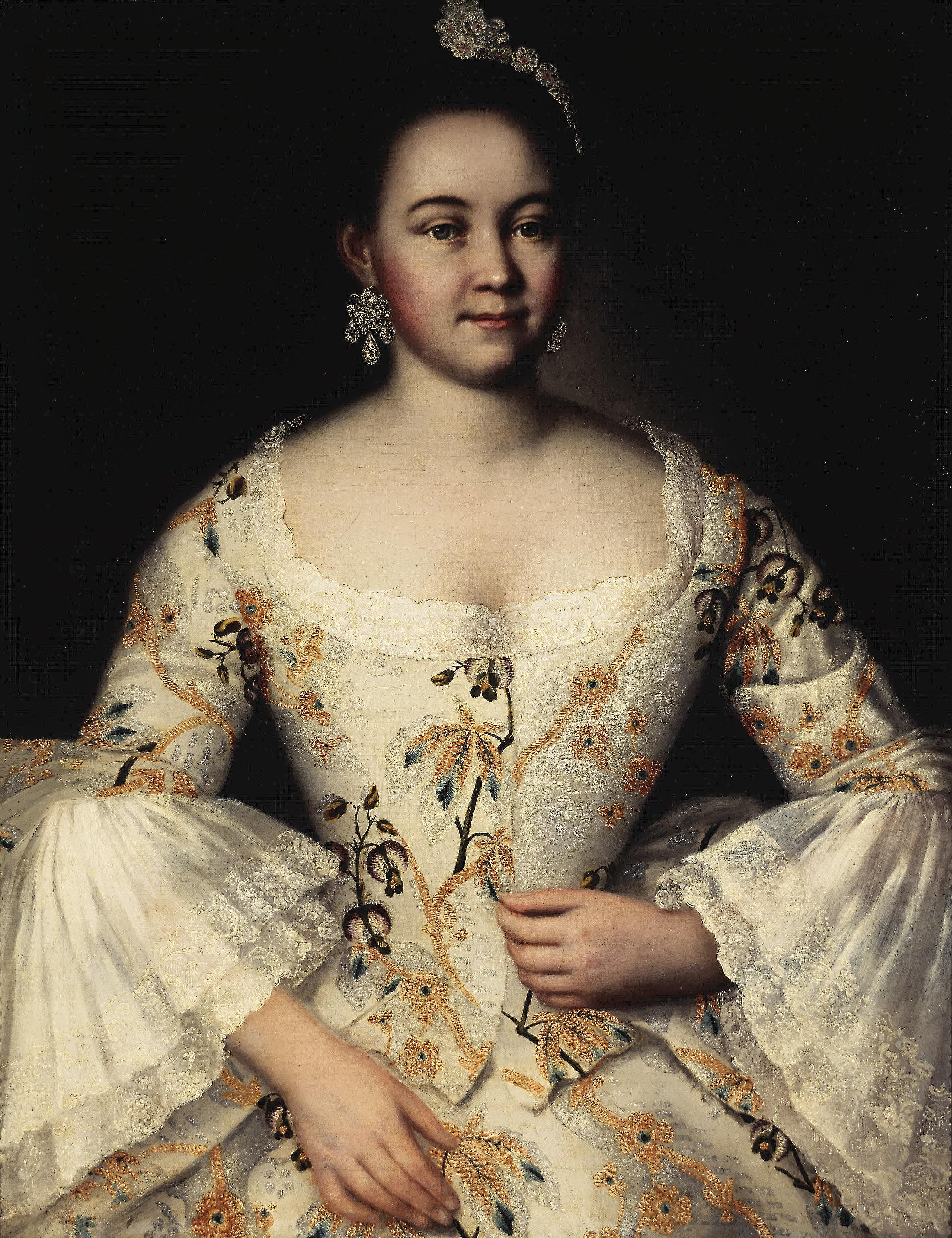
«Пані Степаніда Яковлева», 1756, Ермітаж, Санкт-Петербург
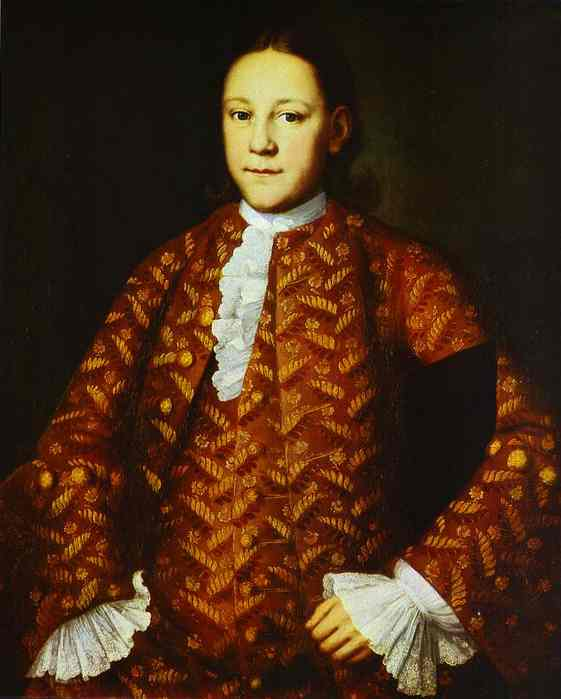
«Михайло Яковлев, син мільйонера С.Я.Яковлева». Чоловік Степаніди Яковлевої, 1756
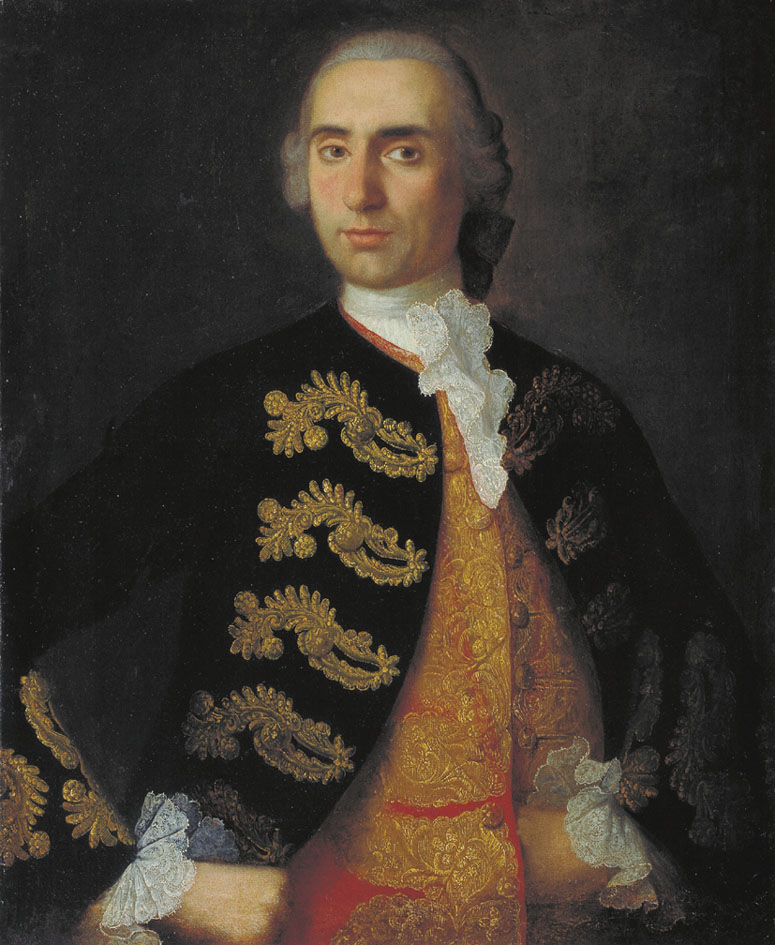
«Іван Миколайович Коцарев», управитель кімнатної контори великого князя Петра Федоровича, 1757
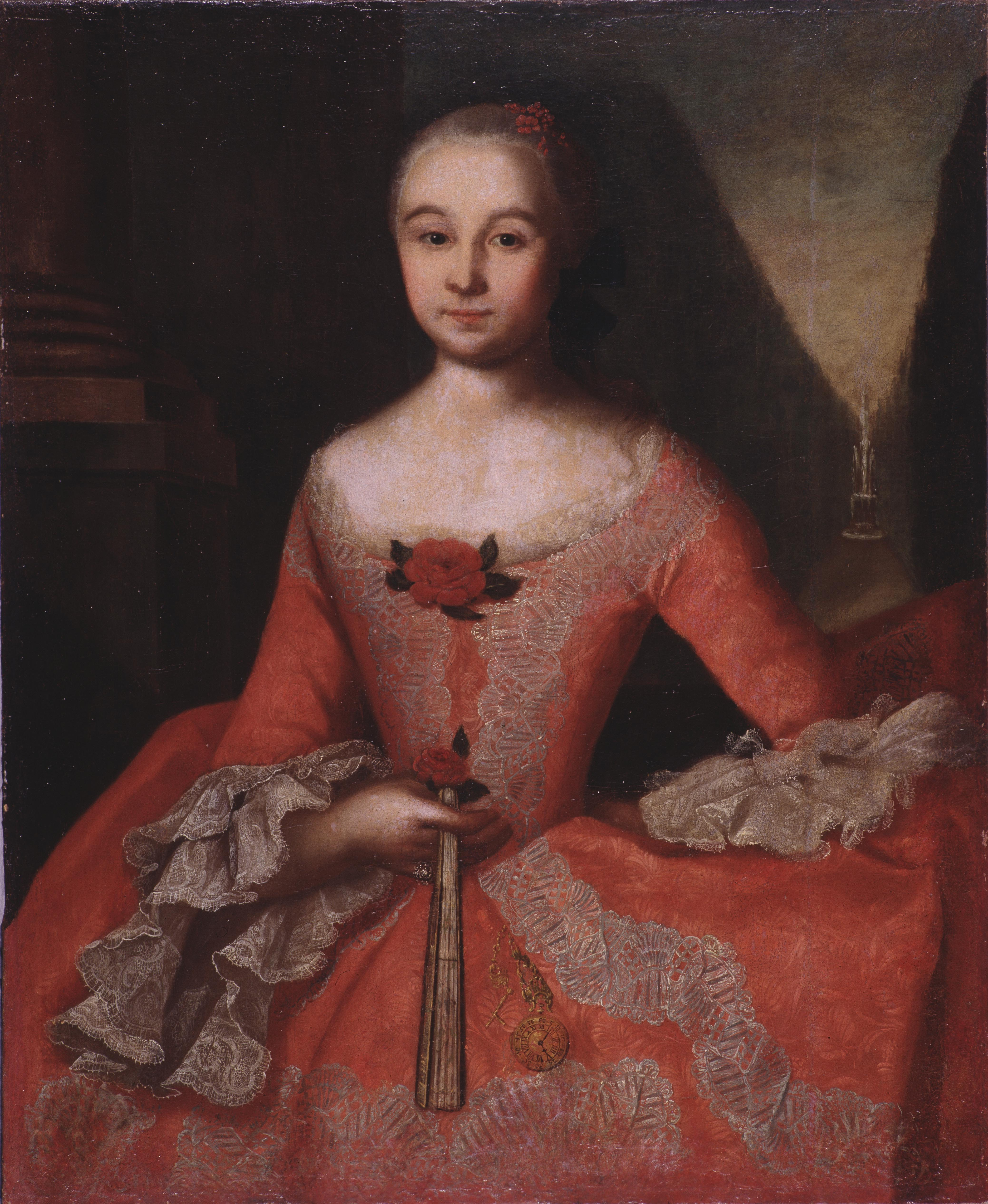
«Ксенія Тішиніна у вінчальному вбранні», 1755, Рибінський обласний художній й історичний музей
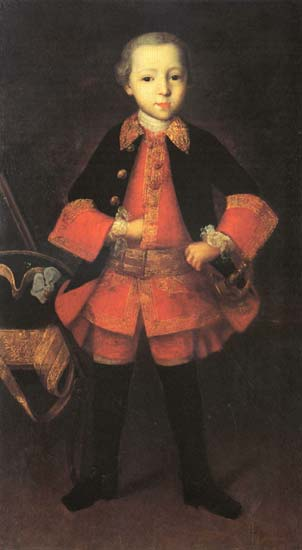
«Князь Федір Голіцин у віці дев'ять років», бл. 1760
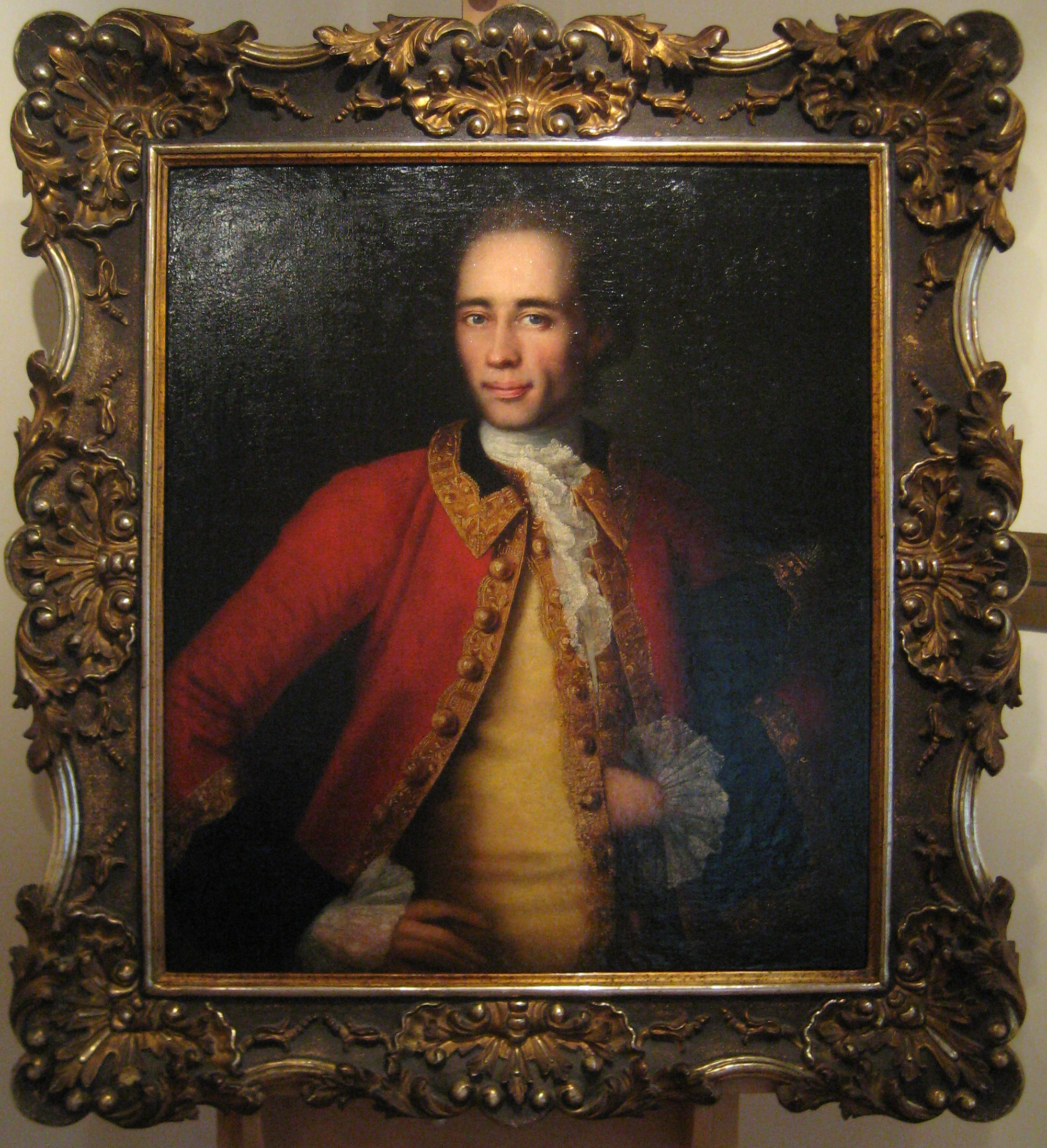
«Матвій Семенович Бегічев», 1757, Музей Тропініна і московських художників його часу